# Хороший денёк для свадьбы
«Хорошенький денёк для свадьбы» (англ. Cheerful Weather for the Wedding) — британская комедия 2012 года режиссёра Дональда Райса. В главных ролях снимались Фелисити Джонс, Люк Тредэвэй и Элизабет Макговерн.
Фильм впервые был показан на кинофестивале Трайбека 20 апреля 2012 года.

## Сюжет
Фильм рассказывает о молодой девушке из 1930-х годов, которая беспокоится о том, что выходит замуж не за того мужчину и предается воспоминаниям об умопомрачительной прошлогодней любовной интриге. Тем временем, с приближением свадьбы и её суженый, и её бывший любовник, Джозеф, все больше и больше нервничают из-за грядущего события.